# Julio Lagos Cosgrove
Julio Eloy Lagos Cosgrove (Iquique, 20 de junio de 1943) es un empresario, exdeportista y político chileno, miembro de Renovación Nacional (RN). Fue senador por la Región de Tarapacá (1990-2002).

## Biografía
Nació en 1943. Se casó con Pilar Lira Moller; tiene seis hijos.
Sus estudios primarios los realizó en la Escuela Pública N°16 de Iquique y los secundarios, en el Liceo de Hombres, en la misma ciudad, de donde egresó. A la edad de 18 años se destacó como deportista en las Olimpíadas Sudamericanas, obteniendo el primer lugar en el lanzamiento del disco. Dos años después, en 1964, asistió a los Juegos Olímpicos de Tokio, Japón.
Se ha desempeñado como empresario transportista en la Región de Tarapacá; ingresó al gremio de los camioneros a temprana edad. Fue dirigente de la Asociación de Dueños de Camiones de Iquique, la que presidió en 1970. En 1973 ocupó igual cargo, pero en la Federación Provincial de Camioneros de Tarapacá; participó activamente en la huelga de esta agrupación durante el gobierno de la Unidad Popular. En 1976 fue nombrado secretario general de la Confederación de Dueños de Camiones de Chile, cargo que ejerció hasta 1982, año en que alcanzó la presidencia de esa entidad. Entre 1985 y 1989 fue vicepresidente, en representación de Chile, de la Asociación Latinoamericana de Transporte, ATALAC.

## Carrera política
En 1989 se presentó como candidato a senador independiente, en el pacto Democracia y Progreso, y resultó elegido, por la Primera Circunscripción Senatorial, Región de Tarapacá, para el período 1990-1994. Integró la Comisión Permanente de Transportes y Telecomunicaciones; y la de Intereses Marítimos, Pesca y Acuicultura. Desde 1993 integró el Consejo Nacional para el Control de Estupefacientes (CONACE). Dicho período senatorial, según el artículo 45, inciso segundo de la Constitución Política de la República y el artículo 16 transitorio de la ley N°18.700, Orgánica Constitucional de Votaciones Populares y Escrutinios, duró cuatro años.
Se incorporó al partido Renovación Nacional (RN), el 13 de marzo de 1990; fue vicepresidente de la Comisión Política de dicha colectividad.
En 1993 fue reelecto senador, por la misma Circunscripción Senatorial, en representación de RN, para el período 1994-2002; fue senador reemplazante en la Comisión Permanente de Defensa Nacional; e integró la Comisión Permanente de Transportes y Telecomunicaciones; y la de Intereses Marítimos, Pesca y Acuicultura, la que presidió.
Continuó como miembro permanente, en representación del Senado, ante el Consejo Nacional para el Control de Estupefacientes (CONACE). En 1994 fue representante de Chile en la Reunión Interparlamentaria "Leagur for Freedom and Democracy", en Taipéi, Taiwán, hasta 1997. En 1995 fue delegado en la 27th WLDF Anual Conference The United Nations, realizada en la ciudad de Nueva York. Y entre los años 1994 y 1996 se desempeñó como delegado parlamentario en la "Cuarta Conferencia Interparlamentaria y Empresarial del Cono Sur de América".
Se presentó a la reelección en 2001, obteniendo el 16,08% de los votos pero siendo superado por su compañero de lista Jaime Orpis, quién se quedó con el escaño. Para las elecciones parlamentarias de 2005, renunció a RN para poder presentarse como candidato a diputado por el Distrito 2 (Provincia de Iquique) en representación de la Unión Demócrata Independiente, aunque finalmente no resultó elegido. En 2009 lanzó una nueva candidatura para senador por Tarapacá, apoyado nuevamente por Renovación Nacional, pero obtuvo tan solo 11.948 votos equivalentes a un 7,27%, por lo que no fue elegido.

## Pensamiento político
A pesar de ser un liberal, Julio Lagos ha mostrado fuertes tendencias derechistas, en especial desde su mando entre los camioneros. Se ha mostrado como un fuerte enemigo del centralismo. Ha sido también ampliamente criticado[¿quién?] por su cercanía al general Augusto Pinochet y su férreo apoyo al Régimen Militar. En materia económica, se opuso al aumento de las cuotas de jurel.
Su hermano José Lagos fue candidato a concejal de la Ilustre Municipalidad de Iquique en octubre del año 2008, siendo derrotado por sus correligionarios de lista Felipe Rojas y Renzo Trisotti (UDI). En marzo de 2010, debido a la designación, por parte del Presidente de la República Sebastián Piñera, de Rojas como Gobernador Provincial de Iquique y de Trisotti como Secretario Regional Ministerial de Justicia, asumió en reemplazo de Rojas el cargo de concejal en la Municipalidad de Iquique, cargo en el cual se mantuvo hasta septiembre del 2013, cuando anuncia su candidatura a consejero regional por la UDI. En noviembre del 2013 gana los comicios, asumiendo como CORE el 11 de marzo de 2014.

## Historial electoral

### Elecciones parlamentarias de 1989
- Elecciones parlamentarias de 1989 a Senador por la Circunscripción 1, (Tarapaca)

| Candidato                  | Pacto                           | Partido | Votos  | %     | Resultado |
| -------------------------- | ------------------------------- | ------- | ------ | ----- | --------- |
| Humberto Palza Corvacho    | Concertación por la Democracia  | PDC     | 45 258 | 27,99 | Senador   |
| Julio Lagos Cosgrove       | Democracia y Progreso           | ILB     | 42 079 | 26,02 | Senador   |
| Aníbal Palma Fourcade      | Concertación por la Democracia  | ILA     | 30 965 | 19,15 |           |
| Jorge Soria Quiroga        | Independientes (Fuera de pacto) | IND     | 27 064 | 16,74 |           |
| Gabriel Abusleme Alfaro    | Democracia y Progreso           | RN      | 7471   | 4,62  |           |
| Raquel Pino Parraguez      | Liberal-Socialista Chileno      | ILE     | 4089   | 2,53  |           |
| Fernando Dougnac Rodríguez | Independientes (Fuera de pacto) | IND     | 2644   | 1,63  |           |
| Yulia Barraquett           | Liberal-Socialista Chileno      | ILE     | 2143   | 1,33  |           |

### Elecciones parlamentarias de 1993
- Elecciones parlamentarias de 1993, para la Circunscripción 1, Región de Tarapacá.[9]

| Candidato                  | Pacto                                | Partido | Votos  | %     | Resultado |
| -------------------------- | ------------------------------------ | ------- | ------ | ----- | --------- |
| Sergio Bitar Chacra        | Concertación por la Democracia       | PPD     | 63 810 | 39,44 | Senador   |
| Julio Lagos Cosgrove       | Unión por el Progreso de Chile       | RN      | 41 328 | 25,54 | Senador   |
| Humberto Palza Corvacho    | Concertación por la Democracia       | PDC     | 29 426 | 18,19 |           |
| Julio Dittborn Cordua      | Unión por el Progreso de Chile       | UDI     | 17 005 | 10,51 |           |
| Jaime Barros Pérez Cotapos | Alternativa Democrática de Izquierda | PC      | 6567   | 4,06  |           |
| Myrna Miranda Vivaceta     | La Nueva Izquierda                   | AHV     | 2220   | 1,37  |           |
| Víctor Muñoz Leigton       | Independientes (Fuera de pacto)      | IND     | 1435   | 0,89  |           |

### Elecciones parlamentarias de 2001
- Elecciones Parlamentarias de 2001, para la Circunscripción 1, Tarapacá..[10]

| Candidato                      | Pacto                           | Partido | Votos  | %     | Resultado |
| ------------------------------ | ------------------------------- | ------- | ------ | ----- | --------- |
| Fernando Flores Labra          | Concertación por la Democracia  | PPD     | 47.159 | 30,51 | Senador   |
| Jaime Orpis Bouchon            | Alianza por Chile               | UDI     | 38.093 | 24,65 | Senador   |
| Julio Lagos Cosgrove           | Alianza por Chile               | RN      | 24.844 | 16,08 |           |
| María Inés Macchiavello Zerega | Independientes (Fuera de pacto) | IND     | 24.569 | 15,90 |           |
| Enrique Krauss Rusque          | Concertación por la Democracia  | DC      | 13.754 | 8,90  |           |
| Rigoberto Echeverría Allende   | Partido Comunista               | PC      | 4.808  | 3,11  |           |
| Claudio Ojeda Murillo          | Partido Humanista               | PH      | 1.323  | 0,86  |           |

### Elecciones parlamentarias de 2005
- Elecciones parlamentarias de 2005 a Diputado por el distrito 2 (Alto Hospicio, Camiña, Colchane, Huara, Iquique, Pica y Pozo Almonte)[11]

| Candidato               | Pacto                         | Partido | Votos  | %     | Resultado |
| ----------------------- | ----------------------------- | ------- | ------ | ----- | --------- |
| Fulvio Rossi Ciocca     | Concertación Democrática      | PS      | 36.823 | 40,32 | Diputado  |
| Marta Isasi Barbieri    | Fuerza Regional Independiente | PAR     | 24.350 | 26,66 | Diputada  |
| Julio Lagos Cosgrove    | Alianza                       | UDI     | 16.493 | 18,06 |           |
| Espártago Ferrari Pavez | Alianza                       | RN      | 6.456  | 7,07  |           |
| Raúl Bagioli Garrido    | Concertación Democrática      | PDC     | 3.208  | 3,51  |           |
| Pedro Cisternas Flores  | Juntos Podemos Más            | PC      | 2.901  | 3,18  |           |
| Sara Chávez Olmedo      | Juntos Podemos Más            | ILC     | 1.088  | 1,19  |           |

### Elecciones parlamentarias de 2009
- Elecciones parlamentarias de 2009 a Senador por la Circunscripción 1, Región de Tarapacá.[12]

| Candidato                 | Pacto                                            | Partido | Votos  | %     | Resultado |
| ------------------------- | ------------------------------------------------ | ------- | ------ | ----- | --------- |
| Jaime Orpis Bouchon       | Coalición por el Cambio                          | UDI     | 54.977 | 33,47 | Senador   |
| Salvador Urrutia Cárdenas | Chile Limpio. Vote Feliz                         | ILD     | 46.023 | 28,02 |           |
| Fulvio Rossi Ciocca       | Concertación y Juntos Podemos por más Democracia | PS      | 44.514 | 27,10 | Senador   |
| Julio Lagos Cosgrove      | Coalición por el Cambio                          | RN      | 11.948 | 7,27  |           |
| Daniel Espinoza Cavieres  | Concertación y Juntos Podemos por más Democracia | DC      | 6.768  | 4,12  |           |